# William Barlum Thompson
William Barlum Thompson (Detroit, 10 marzo 1860 – Detroit, 12 febbraio 1941) è stato un politico statunitense, sindaco di Detroit.

## Biografia
William Barlum Thompson nacque il 10 marzo 1860 a Detroit, figlio di Thomas e Bridget Barlum Thompson.  Finì le scuole pubbliche della città e nel 1876 si laureò alla Goldsmith's Business University, a Detroit.
Entrò nel business del mercato della carne con suo zio, Thomas Barlum.  Nel 1887 sposò Nellie Hymes; la coppia ebbe nove figli:  Mary (nata nel 1888), Kathleen (1889), Irene 1891, William Grover (1892), Francis Leo (1895), Helen M.(1897), Edna L. (1899), Edith R. (1905), e Virginia M (1909).